# Сподни Хотич
Сподни Хотич (на словенски: Spodnji Hotič) е село в Словения, регион Средна Словения, община Лития. Според Националната статистическа служба на Република Словения през 2015 г. селото има 284 жители.